# Kosowice-Uszyce
Kosowice-Uszyce – osada w Polsce, położona w województwie opolskim, w powiecie oleskim, w gminie Gorzów Śląski.
W miejscowości nie ma zabudowy.